# Changos de Naranjito 2023
Questa voce raccoglie le informazioni riguardanti i Changos de Naranjito nelle competizioni ufficiali della stagione 2023.

## Stagione
I Changos de Naranjito partecipano al loro sessantatreesimo campionato di Liga de Voleibol Superior Masculino: dopo il primo posto in regular season, superano il round-robin dei quarti di finale al secondo posto; in semifinale sconfiggono dopo cinque incontri i Cafeteros de Yauco, raggiungendo la finale scudetto, dove vengono battuti al settimo gioco dai Caribes de San Sebastián.

## Organigramma societario
Area direttiva
- Presidente: Alexis Aponte

Area tecnica
- Primo allenatore: Jamille Torres

## Rosa
| N° | Nome               | Ruolo | Data di nascita   | Nazionalità sportiva |
| -- | ------------------ | ----- | ----------------- | -------------------- |
| 2  | Johansen Negrón    | S     | 27 gennaio 2000   | Porto Rico           |
| 3  | Noel Rodríguez     | O     | 9 giugno 2000     | Porto Rico           |
| 4  | Jorge López        | S     | 6 febbraio 1992   | Porto Rico           |
| 5  | Luis Vega          | S     | 19 giugno 1994    | Porto Rico           |
| 6  | Luis Candelario    | C     | 11 novembre 1988  | Porto Rico           |
| 7  | Kevin López        | S     | 24 aprile 1995    | Porto Rico           |
| 8  | Ángel Rivera       | C     | 12 maggio 1992    | Porto Rico           |
| 9  | Juan Vázquez       | O     | 23 gennaio 1991   | Porto Rico           |
| 10 | Ulises Maldonado   | O     | 3 marzo 1989      | Porto Rico           |
| 11 | Juan Miguel Ruiz   | P     | 24 aprile 1981    | Porto Rico           |
| 12 | Luis Bertrán       | L     | 22 agosto 1994    | Porto Rico           |
| 13 | Roque Nido         | P     | 8 dicembre 1999   | Porto Rico           |
| 14 | Amaury Miranda     | P     | 19 giugno 1996    | Porto Rico           |
| 15 | Jonathan Rodríguez | C     | 16 settembre 1997 | Porto Rico           |
| 17 | Jonathan Martínez  | S     | 27 ottobre 1993   | Porto Rico           |
| 18 | Félix Chapman      | S     | 5 ottobre 1996    | Cuba                 |

## Mercato
| Acquisti                               | Acquisti           | Acquisti              | Acquisti   |
| R.                                     | Nome               | da                    | Modalità   |
| -------------------------------------- | ------------------ | --------------------- | ---------- |
| L                                      | Luis Bertrán       | Gigantes de Carolina  | definitivo |
| S                                      | Kevin López        | Gigantes de Carolina  | definitivo |
| O                                      | Ulises Maldonado   | Plataneros de Corozal | definitivo |
| P                                      | Amaury Miranda     | Puerto Rico Pythons   | definitivo |
| S                                      | Johansen Negrón    | -                     | definitivo |
| P                                      | Roque Nido         | NJIT                  | definitivo |
| C                                      | Jonathan Rodríguez | Schönenwerd           | definitivo |
| O                                      | Noel Rodríguez     | ?                     | definitivo |
| S                                      | Luis Vega          | Puerto Rico Pythons   | definitivo |
| Trasferimenti nel corso della stagione |                    |                       |            |
| S                                      | Félix Chapman      | Las Vegas Ramblers    | definitivo |

| Cessioni | Cessioni          | Cessioni            | Cessioni   |
| R.       | Nome              | a                   | Modalità   |
| -------- | ----------------- | ------------------- | ---------- |
| L        | Pedro Cabrera     | -                   | ritirato   |
| C        | Enrique Escalante | Mets de Guaynabo    | definitivo |
| S        | Eduardo Hernández | -                   | ritirato   |
| C        | Julio Mercedes    | Puerto Rico Pythons | definitivo |
| P        | Amaury Miranda    | Puerto Rico Pythons | definitivo |
| L        | José Mulero       | Texas Tyrants       | definitivo |
| S        | Jackson Rivera    | Cafeteros de Yauco  | definitivo |
| S        | Luis Vega         | Puerto Rico Pythons | definitivo |

## Risultati

### LVSM

#### Regular season
| 1ª giornata - 12 agosto 2023 Coliseo Gelito Ortega, Naranjito             | Changos de Naranjito     | 3 - 0 | Plataneros de Corozal    | 25-16, 25-16, 25-22               |
| 2ª giornata - 19 agosto 2023 Coliseo Gelito Ortega, Naranjito             | Changos de Naranjito     | 3 - 0 | Indios de Mayagüez       | 25-22, 25-21, 29-27               |
| 3ª giornata - 24 agosto 2023 Coliseo Gelito Ortega, Naranjito             | Changos de Naranjito     | 3 - 2 | Cafeteros de Yauco       | 24-26, 25-23, 25-22, 20-25, 15-12 |
| 4ª giornata - 31 agosto 2023 Coliseo Luis Aymat Cardona, San Sebastián    | Caribes de San Sebastián | 2 - 3 | Changos de Naranjito     | 21-25, 25-23, 25-21, 21-25, 12-15 |
| 5ª giornata - 3 settembre 2023 Coliseo Rafael Llull Pérez, Adjuntas       | Gigantes de Adjuntas     | 3 - 2 | Changos de Naranjito     | 38-36, 21-25, 19-25, 25-23, 15-13 |
| 6ª giornata - 8 settembre 2023 Coliseo Luis Aymat Cardona, San Sebastián  | Caribes de San Sebastián | 3 - 1 | Changos de Naranjito     | 25-18, 23-25, 25-19, 25-21        |
| 7ª giornata - 14 settembre 2023 Coliseo Gelito Ortega, Naranjito          | Changos de Naranjito     | 3 - 2 | Caribes de San Sebastián | 21-25, 25-23, 25-27, 27-25, 15-10 |
| 8ª giornata - 21 settembre 2023 Coliseo Gelito Ortega, Naranjito          | Changos de Naranjito     | 3 - 1 | Mets de Guaynabo         | 25-17, 16-25, 25-23, 25-21        |
| 9ª giornata - 23 settembre 2023 Coliseo Rafael Llull Pérez, Adjuntas      | Gigantes de Adjuntas     | 0 - 3 | Changos de Naranjito     | 23-25, 16-25, 28-30               |
| 10ª giornata - 28 settembre 2023 Coliseo Raúl "Pipote" Oliveras, Yauco    | Cafeteros de Yauco       | 3 - 1 | Changos de Naranjito     | 25-18, 22-25, 26-24, 25-23        |
| 11ª giornata - 30 settembre 2023 Coliseo Gelito Ortega, Naranjito         | Changos de Naranjito     | 3 - 0 | Mets de Guaynabo         | 25-16, 25-17, 30-28               |
| 12ª giornata - 6 ottobre 2023 Coliseo Mario Morales, Guaynabo             | Mets de Guaynabo         | 2 - 3 | Changos de Naranjito     | 16-25, 25-19, 16-25, 25-22, 9-15  |
| 13ª giornata - 8 ottobre 2023 Coliseo Carmen Zoraida Figueroa, Corozal    | Plataneros de Corozal    | 0 - 3 | Changos de Naranjito     | 15-25, 23-25, 22-25               |
| 14ª giornata - 14 ottobre 2023 Coliseo Gelito Ortega, Naranjito           | Changos de Naranjito     | 3 - 2 | Cafeteros de Yauco       | 25-18, 24-26, 19-25, 25-18, 15-10 |
| 15ª giornata - 17 ottobre 2023 Palacio de Recreación y Deportes, Mayagüez | Indios de Mayagüez       | 2 - 3 | Changos de Naranjito     | 25-19, 19-25, 15-25, 25-22, 9-15  |
| 16ª giornata - 19 ottobre 2023 Coliseo Carmen Zoraida Figueroa, Corozal   | Plataneros de Corozal    | 0 - 3 | Changos de Naranjito     | 21-25, 18-25, 15-25               |
| 17ª giornata - 21 ottobre 2023 Coliseo Gelito Ortega, Naranjito           | Changos de Naranjito     | 3 - 0 | Gigantes de Adjuntas     | 25-19, 25-20, 25-21               |
| 18ª giornata - 26 ottobre 2023 Coliseo Gelito Ortega, Naranjito           | Changos de Naranjito     | 3 - 0 | Indios de Mayagüez       | 27-25, 25-17, 25-18               |

#### Play-off
| Quarti di finale (gara 1) - 7 novembre 2023 Coliseo Gelito Ortega, Naranjito           | Changos de Naranjito     | 3 - 1 | Gigantes de Adjuntas     | 25-22, 22-25, 25-17, 25-12        |
| Quarti di finale (gara 3) - 11 novembre 2023 Coliseo Gelito Ortega, Naranjito          | Changos de Naranjito     | 2 - 3 | Caribes de San Sebastián | 30-28, 21-25, 13-25, 25-22, 13-15 |
| Quarti di finale (gara 5) - 15 novembre 2023 Coliseo Rafael Llull Pérez, Adjuntas      | Gigantes de Adjuntas     | 2 - 3 | Changos de Naranjito     | 19-25, 24-26, 20-25, 21-25, 14-16 |
| Quarti di finale (gara 6) - 17 novembre 2023 Coliseo Luis Aymat Cardona, San Sebastián | Caribes de San Sebastián | 2 - 3 | Changos de Naranjito     | 20-25, 25-20, 22-25, 25-20, 11-15 |
| Semifinale (gara 1) - 22 novembre 2023 Coliseo Gelito Ortega, Naranjito                | Changos de Naranjito     | 3 - 0 | Cafeteros de Yauco       | 25-19, 25-16, 25-21               |
| Semifinale (gara 2) - 24 novembre 2023 Coliseo Raúl "Pipote" Oliveras, Yauco           | Cafeteros de Yauco       | 0 - 3 | Changos de Naranjito     | 19-25, 23-25, 19-25               |
| Semifinale (gara 3) - 26 novembre 2023 Coliseo Gelito Ortega, Naranjito                | Changos de Naranjito     | 3 - 0 | Cafeteros de Yauco       | 25-19, 25-23, 25-19               |
| Semifinale (gara 4) - 29 novembre 2023 Coliseo Raúl "Pipote" Oliveras, Yauco           | Cafeteros de Yauco       | 3 - 2 | Changos de Naranjito     | 25-23, 18-25, 23-25, 27-25, 16-14 |
| Semifinale (gara 5) - 2 dicembre 2023 Coliseo Gelito Ortega, Naranjito                 | Changos de Naranjito     | 3 - 0 | Cafeteros de Yauco       | 25-23, 25-15, 27-25               |
| Finale (gara 1) - 5 dicembre 2023 Coliseo Mario Morales, Guaynabo                      | Changos de Naranjito     | 3 - 0 | Caribes de San Sebastián | 25-22, 25-21, 25-19               |
| Finale (gara 2) - 7 dicembre 2023 Coliseo Luis Aymat Cardona, San Sebastián            | Caribes de San Sebastián | 3 - 1 | Changos de Naranjito     | 20-25, 25-22, 25-14, 25-18        |
| Finale (gara 3) - 9 dicembre 2023 Coliseo Mario Morales, Guaynabo                      | Changos de Naranjito     | 1 - 3 | Caribes de San Sebastián | 25-23, 25-27, 28-30, 18-25        |
| Finale (gara 4) - 11 dicembre 2023 Coliseo Luis Aymat Cardona, San Sebastián           | Caribes de San Sebastián | 2 - 3 | Changos de Naranjito     | 21-25, 25-23, 25-20, 23-25, 13-15 |
| Finale (gara 5) - 13 dicembre 2023 Coliseo Mario Morales, Guaynabo                     | Changos de Naranjito     | 3 - 0 | Caribes de San Sebastián | 25-23, 25-17, 25-23               |
| Finale (gara 6) - 15 dicembre 2023 Coliseo Luis Aymat Cardona, San Sebastián           | Caribes de San Sebastián | 3 - 2 | Changos de Naranjito     | 25-19, 23-25, 18-25, 25-21, 15-13 |
| Finale (gara 7) - 17 dicembre 2023 Coliseo Manuel Iguina, Arecibo                      | Changos de Naranjito     | 1 - 3 | Caribes de San Sebastián | 17-25, 25-21, 15-25, 22-25        |

## Statistiche

### Statistiche di squadra
| Competizione | Punti | In casa | In casa | In casa | In trasferta | In trasferta | In trasferta | Totale | Totale | Totale |
| Competizione | Punti | G       | V       | P       | G            | V            | P            | G      | V      | P      |
| ------------ | ----- | ------- | ------- | ------- | ------------ | ------------ | ------------ | ------ | ------ | ------ |
| LVSM         | 40    | 18      | 15      | 3       | 16           | 10           | 6            | 34     | 25     | 9      |
| Totale       | -     | 18      | 15      | 3       | 16           | 10           | 6            | 34     | 25     | 9      |

G = partite giocate; V = partite vinte; P = partite perse

### Statistiche dei giocatori
Dati non disponibili.